# Красноармейский хлебозавод
Красноармейский хлебозавод — предприятие пищевой промышленности в городе Покровск Донецкой области Украины.

## История
В ходе индустриализации 1930-х в связи с увеличением количества населения в посёлке Гришино возникли предпосылки к созданию предприятий пищевой промышленности. Здесь была построена электростанция, в 1934 году - проложен водопровод, и на базе ранее существовавшей хлебопекарни был создан хлебозавод. После того, как 13 марта 1938 года посёлок получил статус города Красноармейское, предприятие получило название Красноармейский хлебозавод.
После начала Великой Отечественной войны завод начал производство сухарей для РККА, но 19 октября 1941 года город был оккупирован немецкими войсками. 7 сентября 1943 года он был освобождён войсками Юго-Западного и Южного фронтов, и началось его восстановление.
Хлебозавод, обеспечивавшая его электроэнергией районная электростанция (также как другие предприятия и 1827 зданий города) были полностью разрушены, но в дальнейшем предприятие было восстановлено и возобновило работу, а в соответствии с четвёртым пятилетним планом восстановления и развития народного хозяйства СССР оно было оснащено новым оборудованием и преобразовано в Красноармейский хлебокомбинат.
В целом, в советское время хлебокомбинат входил в число ведущих предприятий города.
После провозглашения независимости Украины комбинат перешёл в ведение государственного комитета пищевой промышленности Украины.
В июле 1995 года Кабинет министров Украины утвердил решение о приватизации хлебокомбината, в дальнейшем государственное предприятие было преобразовано в открытое акционерное общество "Красноармейский хлебозавод".

## Деятельность
Предприятие производит хлеб и хлебобулочные изделия, основной продукцией является формовой хлеб, печенье, тесто и сухари.